# Graph500
Graph500 — рейтинг суперкомпьютеров, ориентированный на задачи класса Data intensive. Проект был анонсирован на International Supercomputing Conference в июне 2010, первый список опубликовали на ACM/IEEE Supercomputing Conference в ноябре 2010. Новые версии списка публикуются дважды в год. Основной метрикой в рейтинге является GTEPS (10^9 пройденных дуг в секунду).
Ричард Мерфи из Sandia заявил что целью Graph500 является повышение осведомленности о проблемах больших массивов данных, вместо концентрации на чисто вычислительных характеристиках как в тесте HPL (High Performance Linpack), на котором основан рейтинг Top500.
Несмотря на название, в списке Graph500 присутствует лишь несколько сотен суперкомпьютеров, например, в июне 2014—179 участников.
Также существует вариант рейтинга Green Graph 500, который ранжирует системы не по максимальной достигнутой производительности, а по производительности на ватт потребления электроэнергии. Этот вариант был создан по аналогии с Green 500, который использует данные Top500 (тест HPL Linpack).

## Тест производительности
Бенчмарк, используемый при составлении Graph500,  в большей степени нагружает коммуникационную подсистему компьютера и не зависит от количества исполняемых в секунду операций над числами с плавающей запятой. В его основе лежит поиск в ширину в большом ненаправленном графе (модель графа Kronecker со средним весом вершин 16). Бенчмарк состоит из двух вычислительно сложных частей: в первой происходит генерация графа и его сжатие в разреженные структуры CSR или CSC (Compressed Sparse Row/Column); во второй происходит параллельный BFS-поиск 64 вершин графа, выбранных случайно. Задача определена для шести стандартных размеров графа (Scales): 
- игрушечный (toy): 2^26 вершин, 17 ГБ ОЗУ
- мини (mini): 2^29 вершин, 137 ГБ
- маленький (small): 2^32 вершин, 1.1 ТБ
- средний (medium): 2^36 вершин, 17.6 ТБ
- большой (large): 2^39 вершин, 140 ТБ
- огромный (huge): 2^42 вершин, 1.1 ПБ ОЗУ

Референсная реализация бенчмарка содержит несколько версий:
- последовательная высокоуровневая на языке GNU Octave
- последовательная низкоуровневая на Си
- параллельная Си версия с использованием OpenMP
- две версии для Cray XMT
- базовая MPI версия (функции MPI-1)
- оптимизированная MPI версия (односторонние функции из MPI-2)

## 10 самых производительных компьютеров в тесте Graph 500

### 2016
На июнь 2016 года:
| Рейтинг | Место                                                            | Машина                                 | Узлов | Ядер     | Размер (scale) | GTEPS   |
| ------- | ---------------------------------------------------------------- | -------------------------------------- | ----- | -------- | -------------- | ------- |
| 1       | RIKEN Advanced Institute for Computational Science               | K computer (Fujitsu custom)            | 82944 | 663552   | 40             | 38621.4 |
| 2       | National Supercomputing Center in Wuxi                           | Sunway TaihuLight (NRCPC - Sunway MPP) | 40768 | 10599680 | 40             | 23755.7 |
| 3       | Lawrence Livermore National Laboratory                           | IBM Sequoia (Blue Gene/Q)              | 98304 | 1572864  | 41             | 23751   |
| 4       | Argonne National Laboratory                                      | IBM Mira (Blue Gene/Q)                 | 49152 | 786432   | 40             | 14982   |
| 5       | Forschungszentrum Jülich                                         | JUQUEEN (Blue Gene/Q)                  | 16384 | 262144   | 38             | 5848    |
| 6       | CINECA                                                           | Fermi (Blue Gene/Q)                    | 8192  | 131072   | 37             | 2567    |
| 7       | Чанша, Китай                                                     | Tianhe-2 (NUDT custom)                 | 8192  | 196608   | 36             | 2061.48 |
| 8       | CNRS/IDRIS-GENCI                                                 | Turing (Blue Gene/Q)                   | 4096  | 65536    | 36             | 1427    |
| 8       | Science and Technology Facilities Council - Daresbury Laboratory | Blue Joule (Blue Gene/Q)               | 4096  | 65536    | 36             | 1427    |
| 8       | Эдинбургский университет                                         | DIRAC (Blue Gene/Q)                    | 4096  | 65536    | 36             | 1427    |
| 8       | EDF R&D                                                          | Zumbrota (Blue Gene/Q)                 | 4096  | 65536    | 36             | 1427    |
| 8       | Victorian Life Sciences Computation Initiative                   | Avoca (Blue Gene/Q)                    | 4096  | 65536    | 36             | 1427    |

### 2014
На июнь 2014:
| Рейтинг | Место                                                            | Машина                          | Узлов | Ядер    | Размер (scale) | GTEPS   |
| ------- | ---------------------------------------------------------------- | ------------------------------- | ----- | ------- | -------------- | ------- |
| 1       | RIKEN                                                            | K computer (разработка Fujitsu) | 65536 | 524288  | 40             | 17977.1 |
| 2       | LLNL                                                             | IBM Sequoia (Blue Gene/Q)       | 65536 | 1048576 | 40             | 16599   |
| 3       | Аргоннская национальная лаборатория                              | IBM Mira (Blue Gene/Q)          | 49152 | 786432  | 40             | 14328   |
| 4       | Исследовательский центр Юлих                                     | JUQUEEN (Blue Gene/Q)           | 16384 | 262144  | 38             | 5848    |
| 5       | CINECA                                                           | Fermi (Blue Gene/Q)             | 8192  | 131072  | 37             | 2567    |
| 6       | Национальный суперкомпьютерный центр Китая                       | Tianhe-2 (разработка NUDT)      | 8192  | 196608  | 36             | 2061.48 |
| 7       | CNRS/IDRIS-GENCI                                                 | Turing (Blue Gene/Q)            | 4096  | 65536   | 36             | 1427    |
| 7       | Science and Technology Facilities Council - Daresbury Laboratory | Blue Joule (Blue Gene/Q)        | 4096  | 65536   | 36             | 1427    |
| 7       | Эдинбургский университет                                         | DIRAC (Blue Gene/Q)             | 4096  | 65536   | 36             | 1427    |
| 7       | EDF R&D                                                          | Zumbrota (Blue Gene/Q)          | 4096  | 65536   | 36             | 1427    |
| 7       | Victorian Life Sciences Computation Initiative                   | Avoca (Blue Gene/Q)             | 4096  | 65536   | 36             | 1427    |